# Station Brignoud
Station Brignoud is een spoorwegstation in de Franse gemeente Villard-Bonnot.